# Nationaal Informatie Instituut
Het Nationaal Informatie Instituut (NII) was de persdienst van het kabinet Bouterse II. Het instituut werd op 1 maart 2017 opgericht en is de opvolger van de Nationale Voorlichtingsdienst (NVD). Directeur-perschef sinds de oprichting was Clifton Limburg. Het instituut viel rechtstreeks onder de president. de NII werd na de verkiezingen van 2020 vervangen voor de Communicatie Dienst Suriname.

## Achtergrond
Het Nationaal Informatie Instituut werd op 1 maart 2017 opgericht op grond van een presidenteel besluit van Desi Bouterse. Het was de opvolger van de Nationale Voorlichtingsdienst (NVD). De taak van het NII was overheidscommunicatie centraal te coördineren en te publiceren. Sinds eind mei 2017 werd de informatie van alle ministeries via het NII naar buiten gebracht.
Clifton Limburg was sinds de oprichting de directeur-perschef van het instituut. Het NII viel rechtstreeks onder de president.
Tegelijk met de oprichting van het NII werd de nieuwswebsite De Booschap online gezet, met overheidsnieuws vanuit regeringsperspectief. Daarnaast communiceerde het NII door eigen programma's te maken voor de televisiezender STVS en de radiozender SRS. Het gehele budget voor de drie kanalen steeg in 2018 naar 1,7 miljoen SRD (200.000 euro). Producties van het NII zijn in 2018 over politiek nieuws, achtergronden en opinie.

## Kritiek
De centralisatie van de nieuwsverspreiding werd door de oppositie met kritiek ontvangen. Het gevolg is volgens Arnold Kruisland, politicus voor de Nationale Partij Suriname en voormalig diplomaat, dat "Bouterse regeert als een dictator." De publicaties zelf noemt hij censuur op overheidsberichten. Volgens Mahinder Jogi van de Vooruitstrevende Hervormingspartij zijn de overheidsberichten via De Boodschap, hersenspoeling.
Na het aantreden van het kabinet-Santokhi bleek dat de pro-Bouterse-dienst NII met tienduizenden dollars werd gefinancierd met gelden van het staatsbedrijf Surinaamse Waterleiding Maatschappij (SWM) en het Staatsziekenfonds (SZF). De bijdrage van het SZF was 35.000 SRD per maand, ook tijdens de verkiezingen van 2020 terwijl er een coronacrisis in Suriname heerste en de gezondheidssector kampte met en gebrek aan middelen en financiën.

## Opgeheven
Na de verkiezingen van 2020 besloot het kabinet-Santokhi om de organisatie te vervangen voor een nieuwe organisatie met de naam Communicatie Dienst Suriname.